# Tupiza
Tupiza es ciudad  y municipio al sur de Bolivia, capital de la provincia de Sud Chichas en el departamento de Potosí.

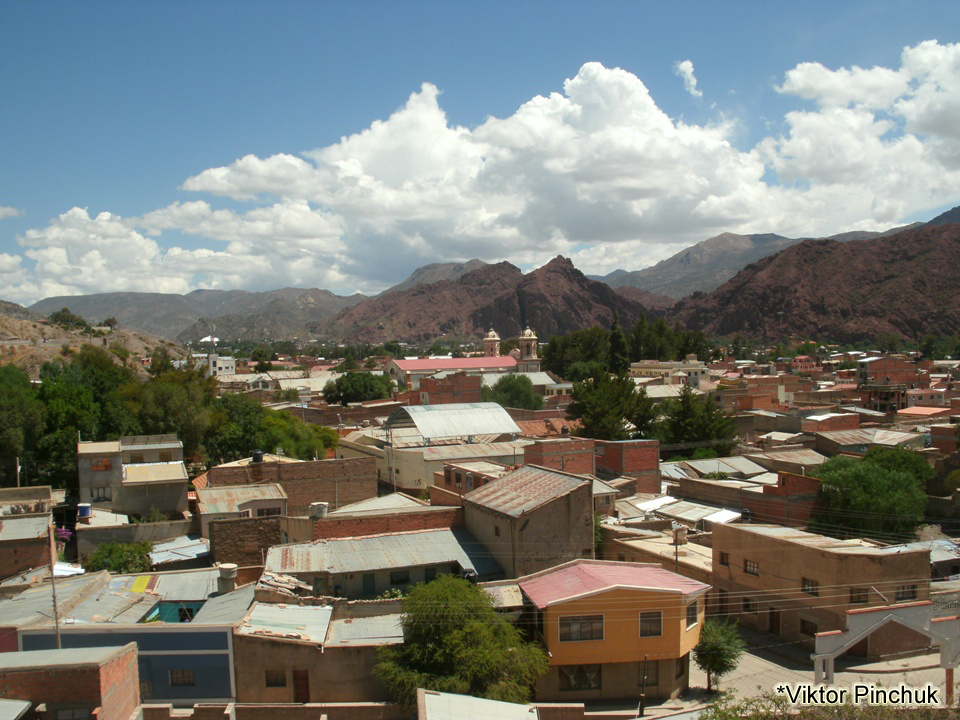
Vista panorámica de Tupiza

La población del municipio es de 44 814 habitantes (según el Censo INE 2012), y es también llamada "La Joya Bella de Bolivia".

## Toponimia
Existen diversas versiones sobre el nombre de la ciudad de Tupiza. El sacerdote Simón Torres Carrasco en su “Monografía de San Juan Bautista de Talina” sostiene “Que las gentes en épocas inmemoriables transitaban por las playas donde está Tupiza, al buscar metales y oro cavaban el suelo. “Ttopesa” o “Ttojpisan” (está cavando), decían al verlos trabajar así.”

## Símbolos
Los símbolos municipales de Tupiza son la bandera y el escudo.

## Historia
La ciudad se encuentra en el territorio de la etnia o pueblo chichas, que es el pueblo originario que habitó esta zona.

### Época colonial
Entre 1535 y enero de 1536, tuvo la presencia de españoles, que lo usaron como base de aprovisionamiento para la expedición de Diego de Almagro a Chile. No se sabe si la población fue creada o fundada por el propio Almagro o por su adelantado Juan de Saavedra, jefe de una partida exploratoria, de ser cierta esta creencia, Tupiza sería junto con Paria (fundada en las mismas circunstancias) la ciudad española más antigua de Bolivia, y la segunda más antigua no fundada por los españoles.
Esto se refrendaría en la existencia de registros notariales que nombran a españoles como vecinos de Tupiza ya en 1539, el mismo año de la fundación de Chuquisaca. En 1542 Tupiza y el resto de la región pasó a formar parte del Virreinato del Perú.
En otra versión se presumía que Tupiza fue fundada el 4 de junio de 1574 por Luis de Fuentes y Vargas, quien se encaminaba por el valle a establecer la Villa de Tarija, aunque esto sería desmentido debido a documentos de fechas anteriores a la mencionada, donde se menciona a un pueblo con el nombre de Tupiza, Topeza, Topisa o Tupica. Desde 1776, la actual región de Sud Chichas y el este de Sud Lípez formaban parte del Virreinato del Río de la Plata.
El 7 de noviembre de 1810, a 25 km al sur de la ciudad, se libró la Batalla de Suipacha en la localidad homónima, en la cual participaron los ejércitos patriotas remitidos por la Primera Junta de Buenos Aires, bajo el mando del general Balcarce, el vocal Juan José Castelli, el mayor Díaz Vélez y del caudillo chicheño coronel Pedro Arraya. En territorio de los Chichas se consiguió el primer triunfo de las armas patriotas por la independencia del Alto Perú, hoy Bolivia, gracias a la participación de platenses, cinteños, tarijeños y, sobre todo, de la decisiva participación de los centauros chicheños. En mérito a esta gloriosa batalla, la Junta de Buenos Aires dispuso que los combatientes llevaran un distintivo con la inscripción: "LA PATRIA A LOS VENCEDORES DE TUPIZA".

### Época republicana
A partir de la declaración independencia de la República de Bolívar en 1825, Tupiza y los territorios circundantes pasaron a ser parte del nuevo país (luego denominado Bolivia). Desde entonces hasta la Guerra del Pacífico, Argentina reclamaba esos territorios, hasta casi llegar a una guerra.
En 1865, durante el gobierno militar de Mariano Melgarejo, el general Celedonio Ávila organizó en Tupiza una rebelión en contra del presidente. Fue así que el 18 de julio de ese año el general Ávila organizó una columna de infantería, caballería y artillería y marchó hacia Tarija para tomar la ciudad.
El 25 de noviembre de 1895 el presidente Mariano Baptista decretó que Tupiza fuera oficialmente reconocida como ciudad, convirtiéndose en capital de la Provincia de Sur Chichas.

### SigloXX
Durante los primeros años de 1900, la ciudad de Tupiza contaba con 2300 habitantes, y tenía solamente dos calles.
En 1908 los célebres bandoleros estadounidenses Butch Cassidy y Sundance Kid, realizaron sus últimos atracos en Tupiza. Luego de estas acciones ambos fueron acorralados por un pequeño pelotón del Ejército de Bolivia en el cercano pueblo minero de San Vicente. Tras un tiroteo, en que los bandidos resultaron heridos, Cassidy habría rematado a su compañero para luego suicidarse.

## Geografía
Se localiza en las coordenadas 21°26′15″S 65°42′57″O / -21.43750, -65.71583, a una altitud de 2850 m s. n. m.
La ciudad está enclavada en el angosto valle agrícola del río Tupiza.
La jurisdicción territorial del municipio abarca una superficie de 6503 km². Limita al norte con la provincia de Nor Chichas, al oeste con la provincia de Sud Lípez, al este con los departamentos de Tarija y Chuquisaca y al sur con la provincia de Modesto Omiste y la República Argentina.
En la siguiente tabla aparecen las localidades que limitan con la AMT, en la secuencia geográfica en la que están situados:
| Noroeste: Torre    | Norte: Oploca  | Nordeste: Catagoya |
| Oeste: El Sillar   |                | Este: Abra Blanca  |
| Suroeste: Palquiza | Sur: Ichupampa | Sureste: Calpunta  |

### Clima

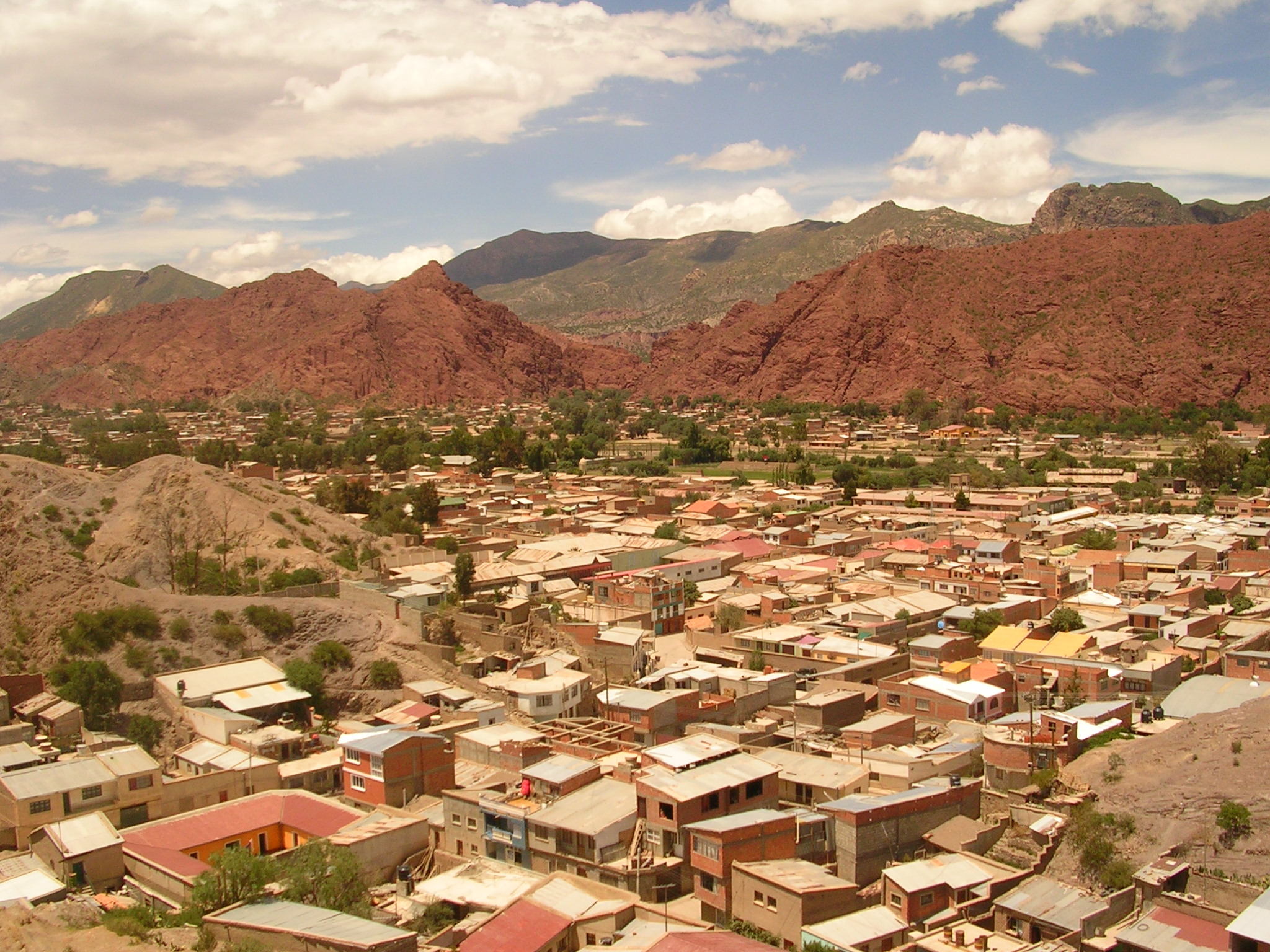
Vista de Tupiza

Tiene una temperatura más cálida que el resto del departamento, por ser parte de los valles altos. La temperatura media es de unos 16 °C, siendo caluroso en verano (aumentando en casos seis o siete grados más) y muy frío en invierno. La temperatura promedio anual es de 13 °C, varía en invierno de junio a agosto llegando con 8 °C hasta llegar a temperaturas bajos cero. La precipitación anual es de solo unos 300 mm, con una estación seca pronunciada de abril a octubre con una precipitación mensual inferior a 10 mm, y una estación húmeda de diciembre a febrero con una precipitación mensual de 60 a 80 mm. El clima de Tupiza es semiárido frío (BSk), según la clasificación climática de Köppen.
| Parámetros climáticos promedio de Tupiza | Parámetros climáticos promedio de Tupiza | Parámetros climáticos promedio de Tupiza | Parámetros climáticos promedio de Tupiza | Parámetros climáticos promedio de Tupiza | Parámetros climáticos promedio de Tupiza | Parámetros climáticos promedio de Tupiza | Parámetros climáticos promedio de Tupiza | Parámetros climáticos promedio de Tupiza | Parámetros climáticos promedio de Tupiza | Parámetros climáticos promedio de Tupiza | Parámetros climáticos promedio de Tupiza | Parámetros climáticos promedio de Tupiza | Parámetros climáticos promedio de Tupiza |
| Mes                                      | Ene.                                     | Feb.                                     | Mar.                                     | Abr.                                     | May.                                     | Jun.                                     | Jul.                                     | Ago.                                     | Sep.                                     | Oct.                                     | Nov.                                     | Dic.                                     | Anual                                    |
| ---------------------------------------- | ---------------------------------------- | ---------------------------------------- | ---------------------------------------- | ---------------------------------------- | ---------------------------------------- | ---------------------------------------- | ---------------------------------------- | ---------------------------------------- | ---------------------------------------- | ---------------------------------------- | ---------------------------------------- | ---------------------------------------- | ---------------------------------------- |
| Temp. media (°C)                         | 16.3                                     | 16.0                                     | 15.8                                     | 13.8                                     | 10.6                                     | 8.2                                      | 8.0                                      | 9.7                                      | 11.9                                     | 14.5                                     | 15.8                                     | 16.2                                     | 13.1                                     |
| Precipitación total (mm)                 | 79.3                                     | 67.7                                     | 39.3                                     | 6.0                                      | 0.8                                      | 0.8                                      | 0.7                                      | 0.7                                      | 1.9                                      | 6.1                                      | 26.0                                     | 68.3                                     | 297.6                                    |
| Fuente: GeoKLIMA                         |                                          |                                          |                                          |                                          |                                          |                                          |                                          |                                          |                                          |                                          |                                          |                                          |                                          |

## División administrativa
El municipio de Tupiza se divide en un total de 11 distritos y 22 comarcas.
La ciudad propiamente dicha se divide en 5 villas, 7 barrios, 1 urbanización y 3 distritos.
| Barrios                   | Villas              | Distritos          | Urbanizaciones       |
| ------------------------- | ------------------- | ------------------ | -------------------- |
| San Antonio               | Villa Remedios      | Distrito Norte     | Proyecto San Gerardo |
| Chajrahuasi               | Villa Florida Este  | Distrito Central   |                      |
| Centro                    | Villa Florida Oeste | Distrito Nuevo Sur |                      |
| Pueblo Nuevo              | Villa Fátima        |                    |                      |
| Molleyoj                  | Villa Lourdes       |                    |                      |
| Aguadita (Norte y Sud)    | Villa Betania       |                    |                      |
| Los Pinos                 | Villa Victoria      |                    |                      |
| Pucapampa                 | Villa Antonia       |                    |                      |
| Santa Elena               |                     |                    |                      |
| Bolívar                   |                     |                    |                      |
| Maestros                  |                     |                    |                      |
| José Luis San Juan García |                     |                    |                      |

## Demografía
De acuerdo con el censo boliviano de 2024, la población del municipio de Tupiza es de 45 531 habitantes.
La población del municipio aumentó aproximadamente una décima parte entre 1992 y 2024, mientras que la población de la ciudad se ha duplicado entre 1976 y 2012, con el foco principal del aumento en la década de 1980.
| Año  | Habitantes (municipio) | Habitantes (ciudad) | Fuente |
| ---- | ---------------------- | ------------------- | ------ |
| 1976 | -                      | 10.682              | Censo  |
| 1992 | 40.092                 | 20.137              | Censo  |
| 2001 | 38.337                 | 21.707              | Censo  |
| 2012 | 44.653                 | 27.302              | Censo  |
| 2024 | 45.531                 |                     | Censo  |

## Economía

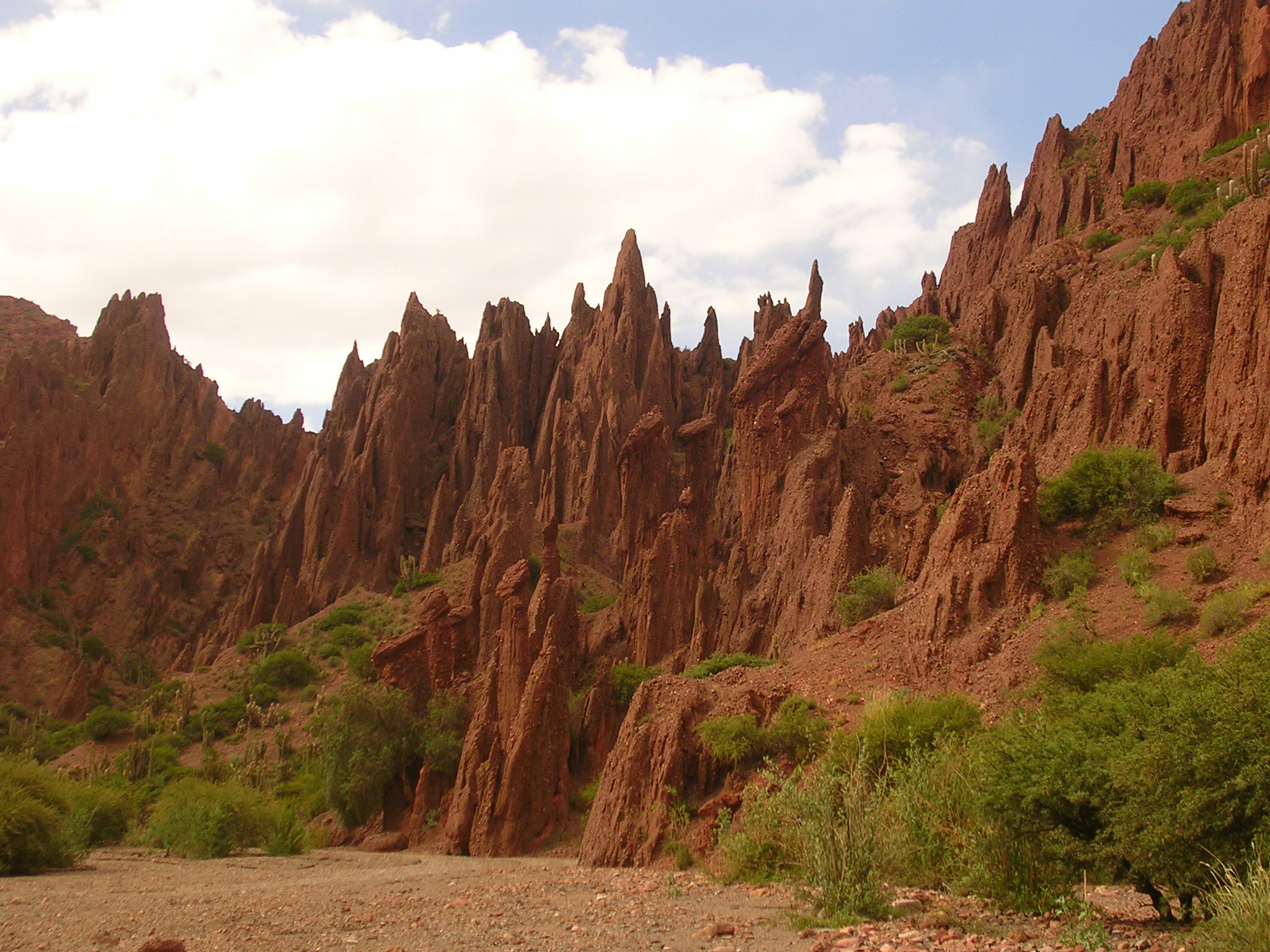
Geoformas en el camino hacia el cañón del Inca cerca de Tupiza.

Tupiza ha sido, tradicionalmente, un importante centro agrícola, ferroviario y de comercio, con importantes distritos mineros en sus cercanías, destacándose en esta actividad las minas de Choroma (plata), Chillcobija y Oploca (antimonio), San Vicente (plomo-plata-zinc), Morados (plomo-zinc), y muchas otras minas ricas en cobre, wolframio, estaño, oro, etc.
El valle de Tupiza es fértil, es importante la producción de maíz, frutas, y hortalizas. Además de la cría de ganado caprino y la producción de leche y queso.
Los medios de producción de los Chichas: la producción agropecuaria de los Chichas era cultura del maíz, ruta de los llameros y alimentos de los Chichas.
La ganadería es el medio fundamental de subsistencia para algunas comunidades, con la cría de caprinos, bovinos, porcinos y ovinos.
La producción artesanal de los Chichas consiste en el arte de alfarería, tejidos y vestimenta.

## Servicios

### Educación
La ciudad cuenta con las siguientes universidades:
- UATF — Universidad Autónoma Tomás Frías
- USFA — Universidad San Francisco de Asís

### Transporte
Tupiza se encuentra a 261 kilómetros por carretera al sur de Potosí, la capital departamental.
Desde Tupiza en dirección norte, la ruta nacional Ruta 14 conduce hasta Potosí, pasando por Santiago de Cotagaita y Vitichi.
Desde Tupiza en dirección sur, la Ruta 14 conduce por Yurcuma hasta la ciudad de Villazón, a 92 kilómetros en la frontera con Argentina.
Desde Tupiza en dirección noroeste, la Ruta 21 conduce por Atocha hasta Uyuni, a 197 kilómetros, en el Salar de Uyuni.
Tupiza también está conectada a la red ferroviaria operada por Empresa Ferroviaria Andina. Los trenes de pasajeros entre Villazón y Oruro pasan por Tupiza.

## Personalidades
- Cnl. Pedro Arraya
- Rufino Carrasco
- Félix Avelino Aramayo
- Víctor Agustín Ugarte
- Gastón Suárez
- Alfredo Domínguez Romero
- Humberto Leytón Armendia
- Eduardo Wilde
- Willy Alfaro
- José Luis San Juan Garcia

## Cultura

### Museos
Los más importantes son el Museo Municipal de Tupiza, fundado en 1988 dedicado a narrar la memoria histórica de la comunidad. También nos encontramos con el Museo Club Deportivo Huracán, que exhibe todos los trofeos conseguidos por el club, además de los objetos relacionados con la historia del Huracán. El museo también cuenta con un espacio dedicado a la memoria de Víctor Agustín Ugarte.

### Gastronomía
La gastronomía de Tupiza es típica de la región andina con una influencia de la región de los valles de Bolivia. Uno de los platos tradicionales de Tupiza es el k'asauchu, que es un plato elaborado con panza de res, papa y caldo con ají. También es típico encontrar tamales y humintas en la ciudad.

### Fiestas tradicionales

#### Carnaval
El carnaval chicheño es uno de los más importantes de Bolivia, el cual dura entre 15 y 20 días.

### Medios de comunicación
El periódico Tupiza es... es el principal diario de la ciudad donde salen las noticias de la ciudad los días lunes.

### Deporte
Entre los deportistas nacidos en Tupiza se destaca el futbolista Víctor Agustín Ugarte.
Tupiza dispone de la Asociación de Fútbol de Los Chichas, afiliada a la Asociación de Fútbol Potosí. El principal escenario deportivo de la ciudad es el Estadio Departamental Víctor Agustín Ugarte.

## Turismo
El principal atractivo turístico de la ciudad de Tupiza es la "Fiesta de Reyes" que se realiza el 6 de enero en el barrio de Remedios.

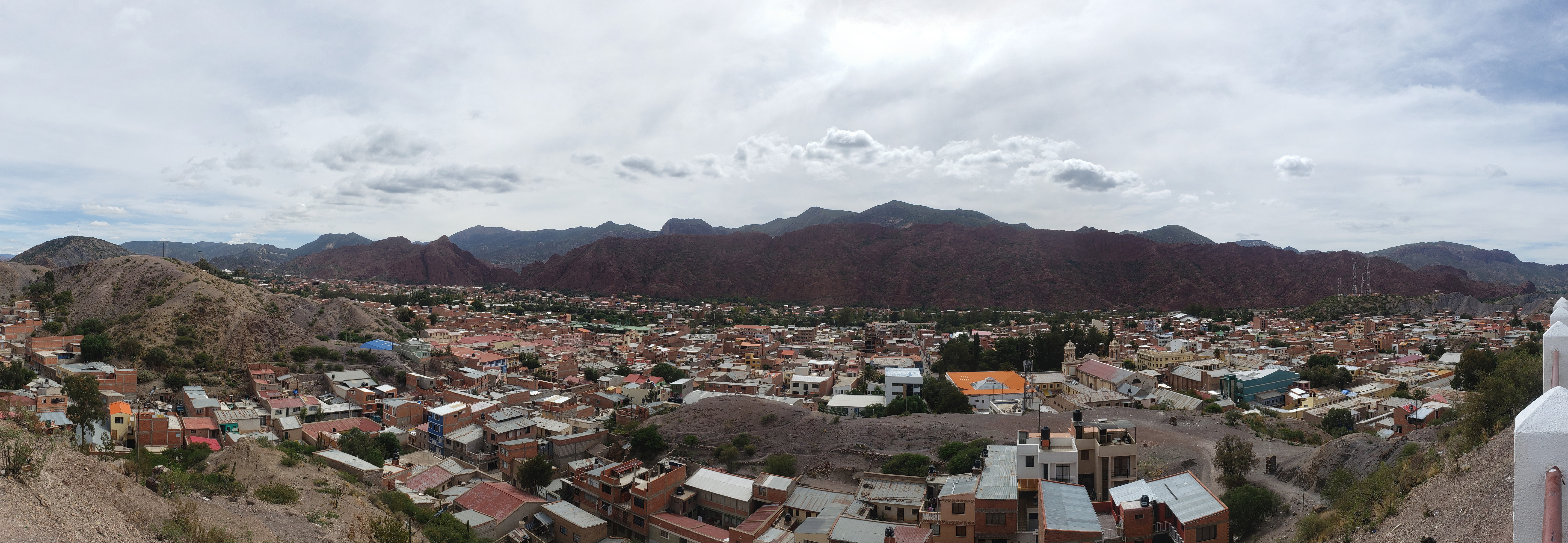
Panorámica tomada desde el mirador ubicado en el cerro "Corazón de Jesús"

También es importante el flujo turístico de gente extranjera atraída por la belleza de sus paisajes, sus cerros colorados, su música y comida. Al oeste de la ciudad se encuentra el Área protegida municipal Ecoparque Encantado, creado el año 2015 mediante ley municipal, donde se puede visitar un muro de formaciones montañosas que se estiman en 40 millones de años con un paisaje de roca rojiza erosionada. Cerca de la Puerta del Diablo, que es un bloque de piedras firmes con la apariencia de un pórtico, se pueden apreciar pictografías en bajo relieve.

Panorámica de la Ciudad de Tupiza tomada desde el Cerro de la Cruz

Otros lugares para visitar en la ciudad y el municipio incluyen:
- Antigua casa de Aramayo: Ubicada a 10 minutos del centro, en la zona de Chajrahuasi.
- La Catedral, denominada Iglesia Matriz de Tupiza, de estructura republicana ubicada en la Plaza Independencia.
- Estatua del Industrial Minero José Avelino Aramayo, ubicado en la Plaza Independencia.
- Mirador Corazón de Jesús: a 15 minutos de la Plaza Independencia.
- Supuesta tumba de Butch Cassidy y Sundance Kid, en el cercano pueblo de San Vicente.
- Los petroglifos, desfiladeros y curiosas formaciones rocosas (geoformas) de las montañas cercanas, como las que se encuentran en Valle de los Machos, El Sillar, Entre Ríos y otros.